# 有馬警察署
有馬警察署（ありまけいさつしょ）は、兵庫県警察が管轄する警察署の1つ。

## 所在地
- 神戸市北区藤原台北町六丁目18番1号

## 管轄区域
神戸市北区のうち
- 赤松台一・二丁目
- 有野町有野
- 有野町二郎
- 有野台一 - 九丁目
- 有野中野四丁目
- 有野中町一 - 三丁目
- 有野町唐櫃
- 有馬町
- 淡河町
- 淡河野中山
- 淡河町野瀬
- 淡河町木津
- 淡河町北畑
- 淡河町北僧尾
- 淡河町南僧尾
- 淡河町東畑
- 淡河町淡河
- 淡河町神田
- 淡河町神影
- 淡河町勝雄

- 淡河町行原
- 大池見山台
- 大沢町市原
- 大沢町上大沢
- 大沢町神付
- 大沢町簾
- 大沢町日西原
- 鹿の子台北町一 - 八丁目
- 鹿の子台南町一 - 六丁目
- 唐櫃台一 - 四丁目
- 唐櫃六甲台
- 京地一 - 四丁目
- 上津台一 - 九丁目
- 菖蒲が丘一 - 三丁目
- 道場町生野
- 道場町塩田
- 道場町日下部
- 道場町道場
- 道場町平田
- 長尾町上津

- 長尾町宅原
- 西大池一・二丁目
- 西山一・二丁目
- 萩原
- 八多町上小名田
- 八多町下小名田
- 八多町附物
- 八多町中
- 八多町西畑
- 八多町屏風
- 八多町深谷
- 八多町柳谷
- 八多町吉尾
- 東有野台一 - 五丁目
- 東大池一 - 三丁目
- 藤原台北町一 - 七丁目
- 藤原台南町一 - 五丁目
- 藤原台中町一 - 八丁目
- 山田町のうち上谷上の一部

## 交番
- 有馬交番 - 神戸市北区有馬町241-1
- 唐櫃交番 - 神戸市北区唐櫃台2丁目23-7
- 大池交番 - 神戸市北区山田町上谷上30-2
- 有野交番 - 神戸市北区有野中町1丁目6-22
- 有野台交番 - 神戸市北区有野台2丁目1-1
- 長尾交番 - 神戸市北区鹿の子台北町7丁目19-15
- 道場交番 - 神戸市北区道場町塩田1966-7

## 駐在所
- 上小名田駐在所 - 神戸市北区八多町上小名田59-1
- 上八多駐在所 - 神戸市北区八多町附物1088-4
- 大沢駐在所 - 神戸市北区大沢町中大沢882-6
- 野瀬駐在所 - 神戸市北区淡河町野瀬695-5
- 淡河駐在所 - 神戸市北区淡河町萩原689-1

## アクセス
- 神戸電鉄 田尾寺駅から南へ約200m
- 中国自動車道 西宮北ICから西へ約1km
- 六甲北有料道路 吉尾ランプから東へ約1.4km

## 主な未解決事件
- 神戸市北区小3女児ひき逃げ死体遺棄事件[1]